# Pietracatella
Pietracatella är en ort och kommun i provinsen Campobasso i regionen Molise i Italien. Kommunen hade 1 290 invånare (2018).